# Claudia Weber (Snookerspielerin)
Claudia Weber (* 15. März 1976 in Bern) ist eine Schweizer Snooker- und Billardspielerin aus Sargans.
Weber begann das Billardspielen im Poolbillard und spielte sich in die nationale Spitze. Sie nahm 2004 und 2006 auch an der Weltmeisterschaft im 9-Ball teil.
Daneben spielte sie auch am grossen Snookertisch und trat dort im April 2009 erstmals bei der Schweizer Meisterschaft an. Sie gewann den Titel gegen Regula Hitz. Im selben Jahr nahm sie sowohl an der Europa- als auch der Weltmeisterschaft im Frauensnooker teil.
2013 und 2014 begegneten sich Hitz und Weber erneut im nationalen Final: 2013 holte Weber ihren zweiten Titel, im Jahr darauf gewann ihre Konkurrentin.
2015 stand sie im Achtelfinal der Frauen-Europameisterschaft.

## Erfolge
- 2004: Teilnahme an den 9-Ball-Weltmeisterschaften in Rankweil, Österreich
- 2006: Teilnahme an den 9-Ball-Weltmeisterschaften in Taipeh, Taiwan
- 2009: Schweizer Meisterin im Snooker am Turnier in Adliswil
- 2009: Teilnahme an den Snooker-Europameisterschaften in Duffel, Belgien
- 2009: Teilnahme an den Frauen-Snookerweltmeisterschaften in Hyderabad, Indien
- 2012/13: Schweizer Meisterin im Snooker
- 2015: Teilnahme an der Frauen-Europameisterschaft in Prag, Tschechien
- 2016: Teilnahme an der 6-Reds-Amateureuropameisterschaft
- 2016: Teilnahme an den Frauen-Snookerweltmeisterschaften in Leeds, England